# Pseudocellus sbordonii
Espèce
Synonymes
- Cryptocellus sbordonii Brignoli, 1974

Pseudocellus sbordonii est une espèce de ricinules de la famille des Ricinoididae.

## Distribution
Cette espèce est endémique du Chiapas au Mexique. Elle se rencontre dans la grotte Cueva de las Canicas.

## Étymologie
Cette espèce est nommée en l'honneur de Valerio Sbordoni.

## Publication originale
- Brignoli, 1974 : On some Ricinulei of Mexico with notes of the morphology of the female genital apparatus (Arachnida, Ricinulei). Quaderno Accademia Nazionale dei Lincei, vol. 171, p. 153-174.